# Lamyra marginata
Lamyra marginata är en tvåvingeart som först beskrevs av Carl von Linné 1758.  Lamyra marginata ingår i släktet Lamyra och familjen rovflugor. Inga underarter finns listade i Catalogue of Life.